# Westerenger
Westerenger is een plaats in de Duitse gemeente Enger, deelstaat Noordrijn-Westfalen, en telt 3.731 inwoners (31 december 2019).
Tot Westerenger behoort de dicht tegen buurstad Spenge aan liggende wijk Klausheide. Tot omstreeks 2012 was Westerenger een stadsuitbreidingswijk van Enger.
De streekbus Spenge- Enger- Herford v.v. rijdt door Westerenger heen.

## Galerij

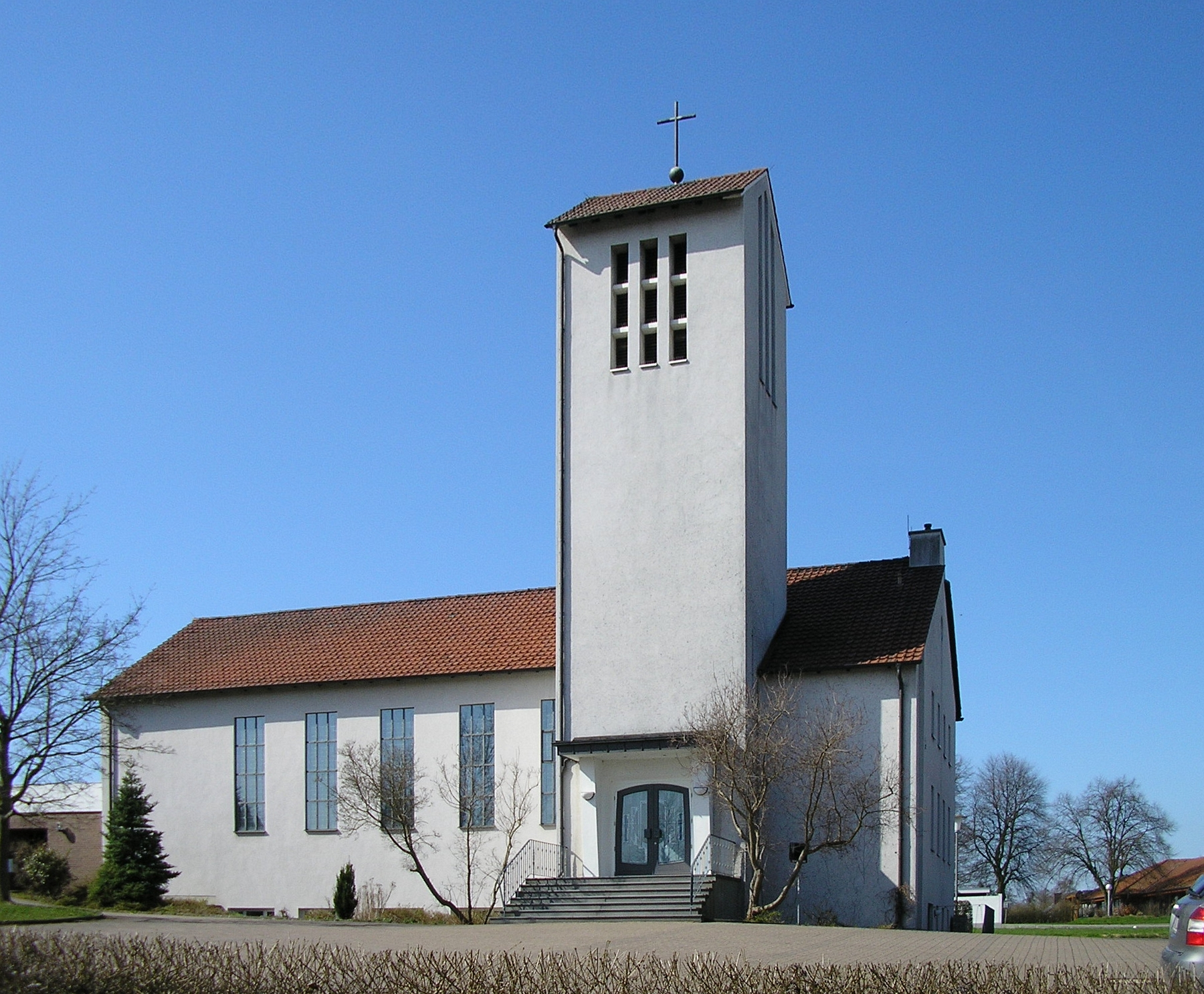
Evang.-lutherse kerk
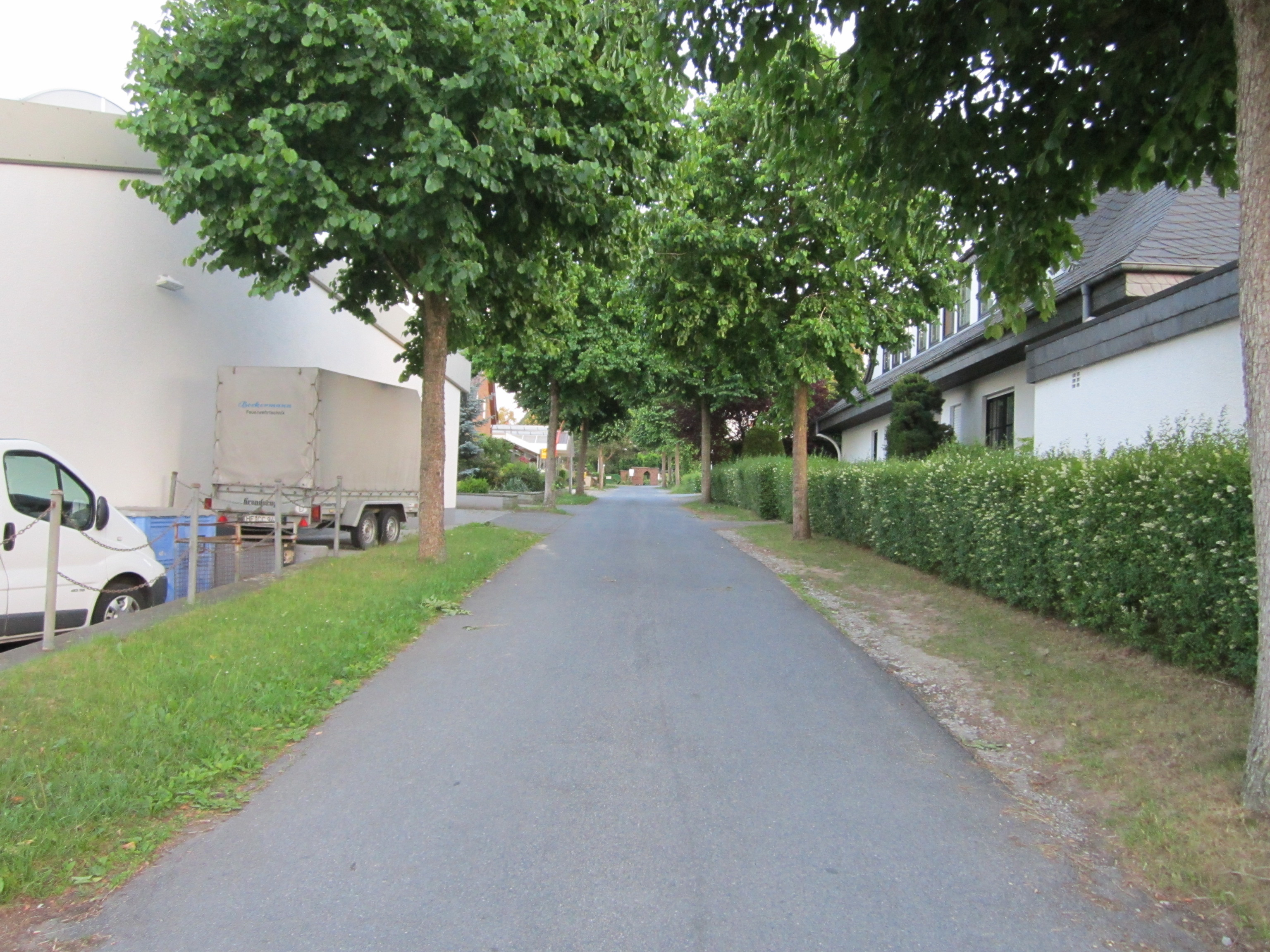
De Friedhofsallee
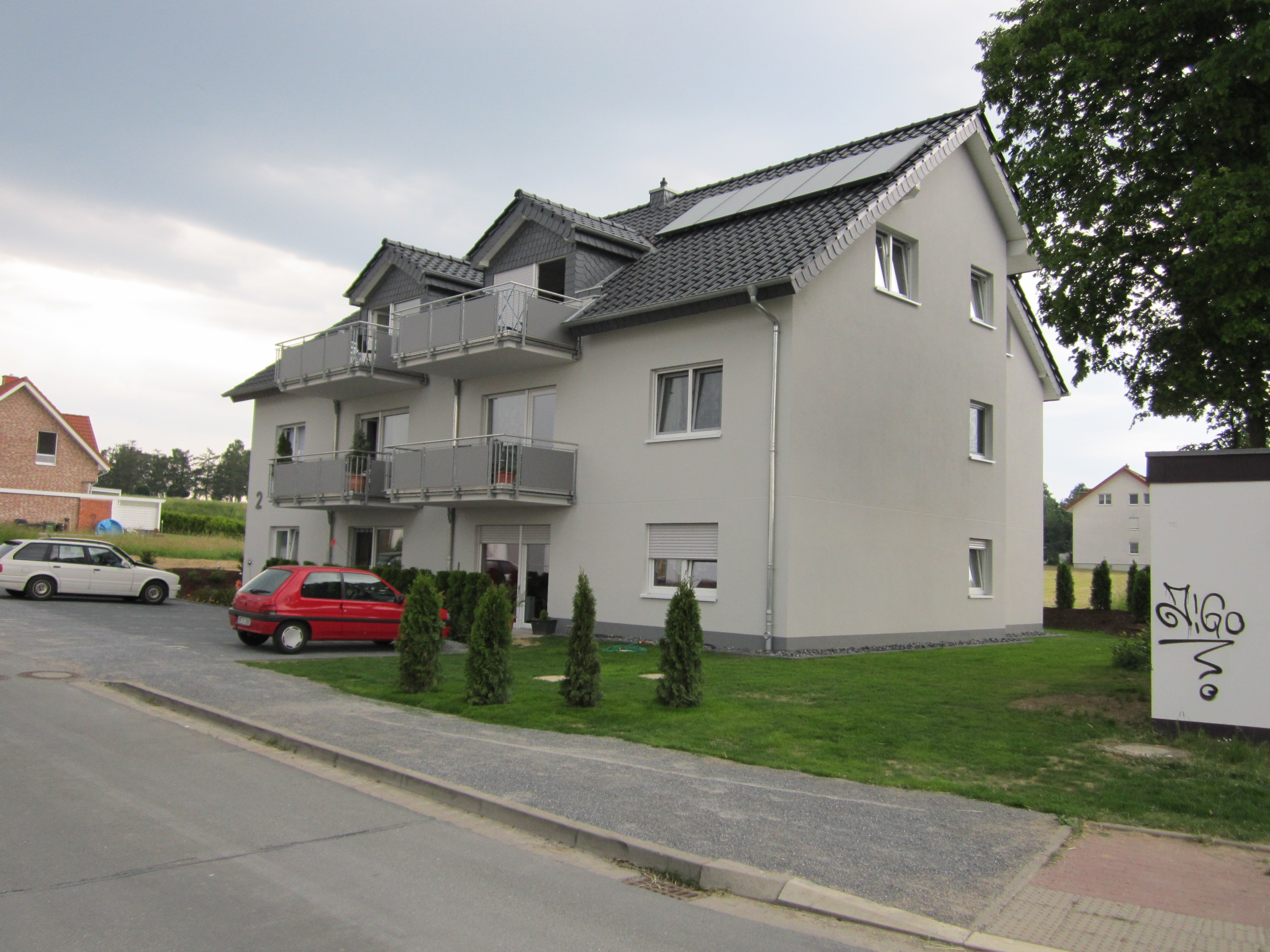
Nieuwbouwwoningen in Westerenger (ca.2011)
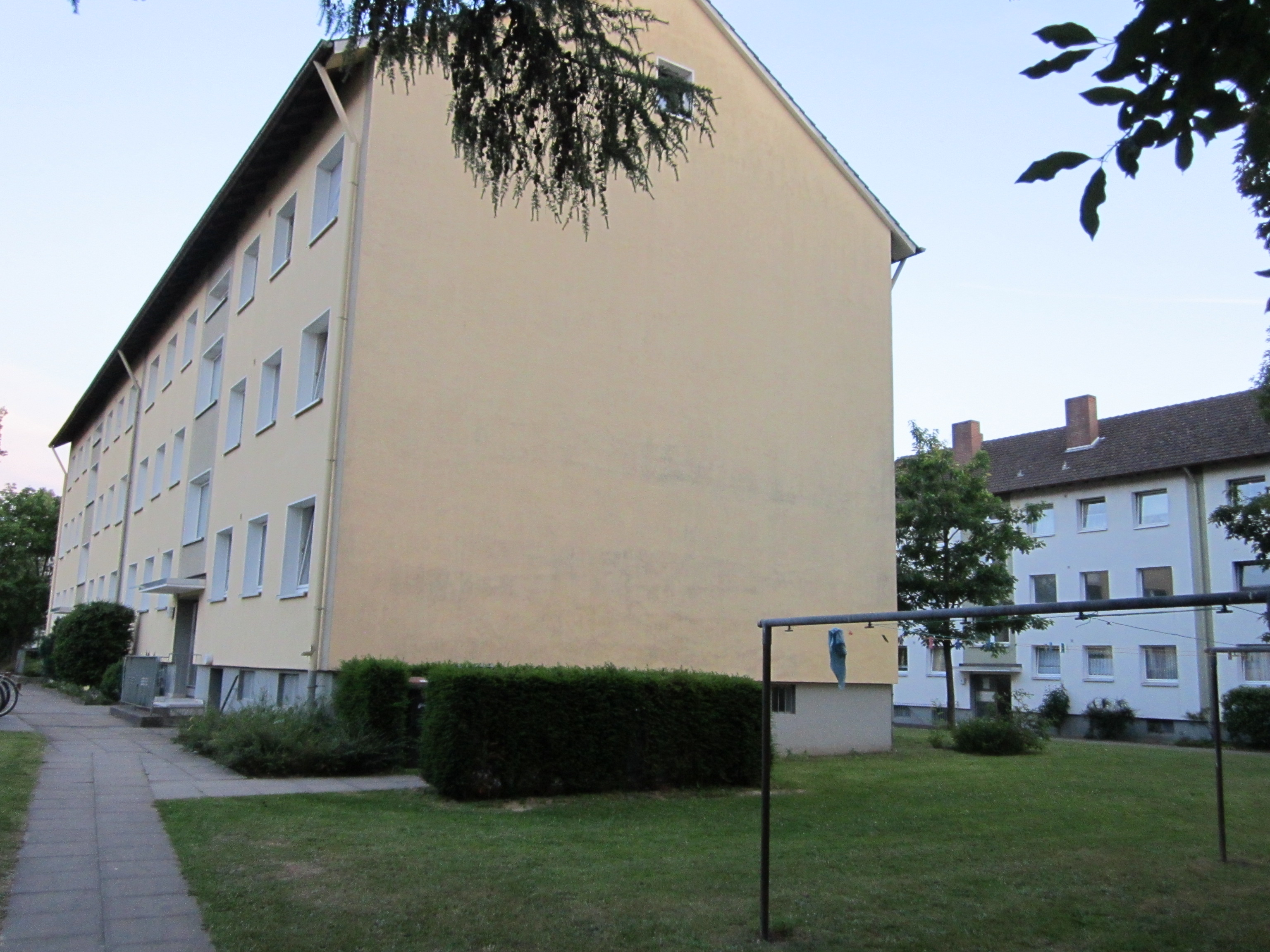
Flats Adlerstraße
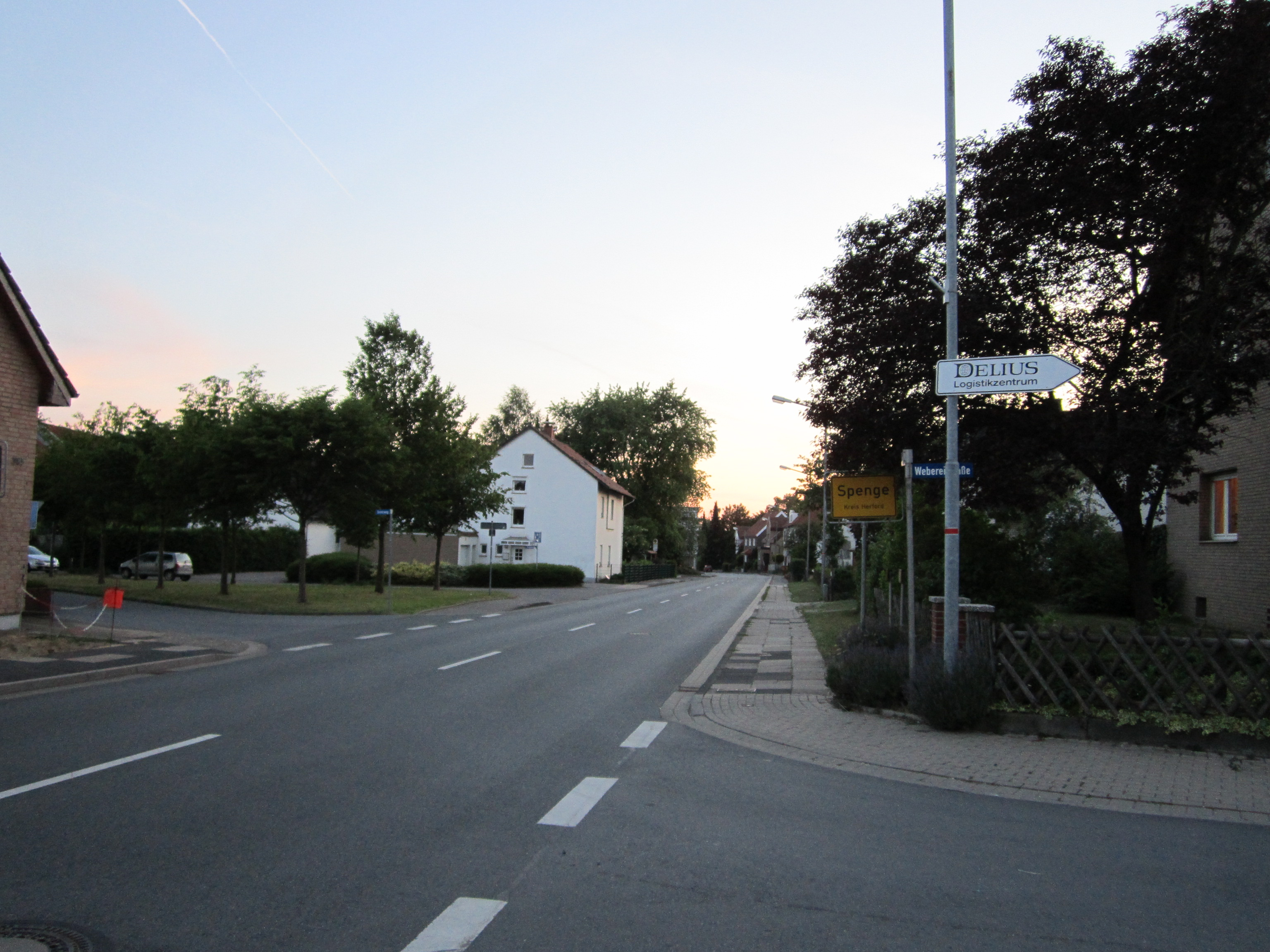
Bij de grens met Spenge
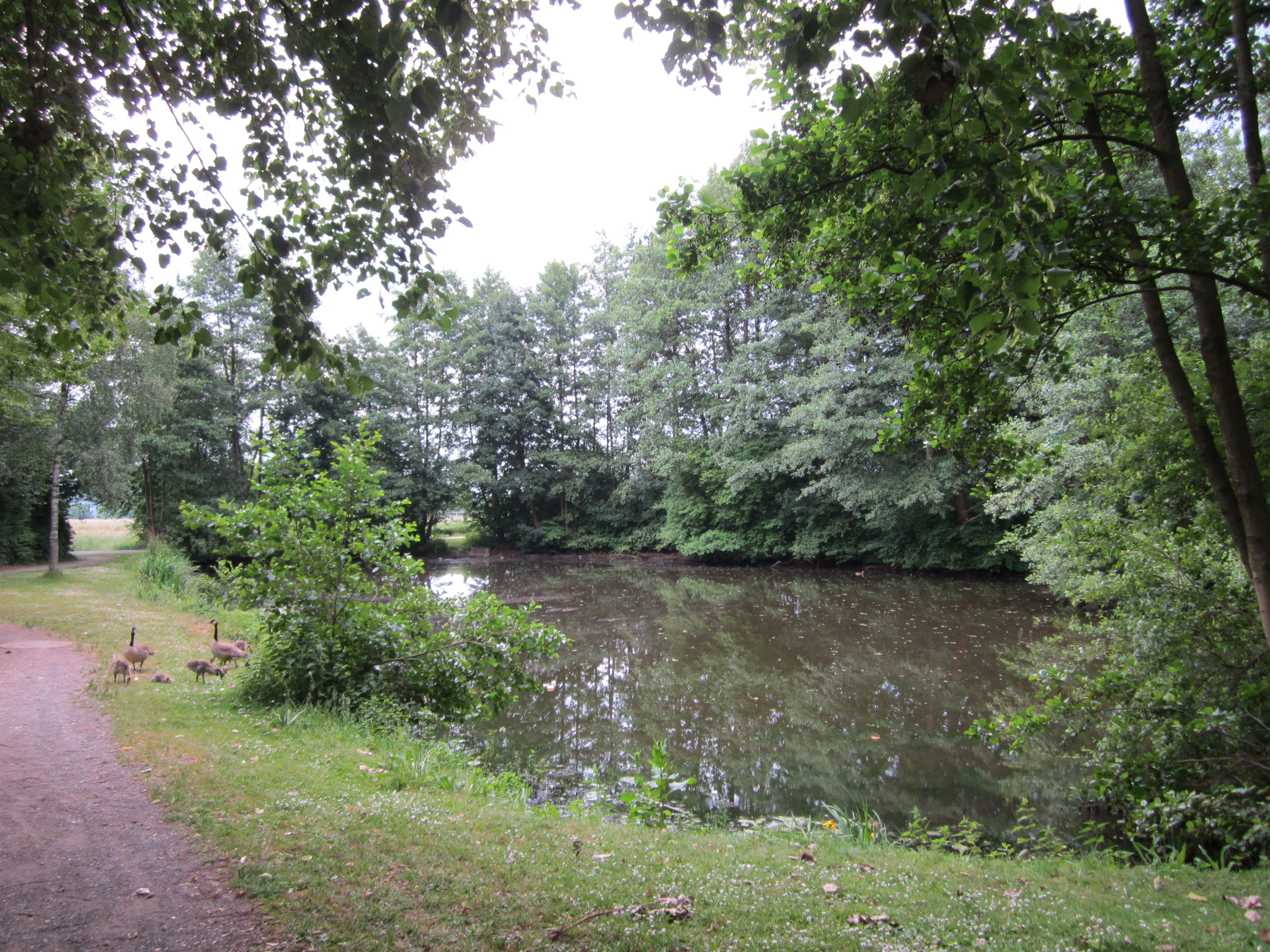
Vijver

## Geboren te Westenenger
- Heinrich Vedder (1876–1972), missionaris, linguïst, etnoloog en historicus in het voor de Tweede Wereldoorlog Duitse Namibië, schreef rond 1923 boeken over de Nama en de Damara, die in Duitsland lange tijd als standaardwerken golden.